# Neolamarckia cadamba

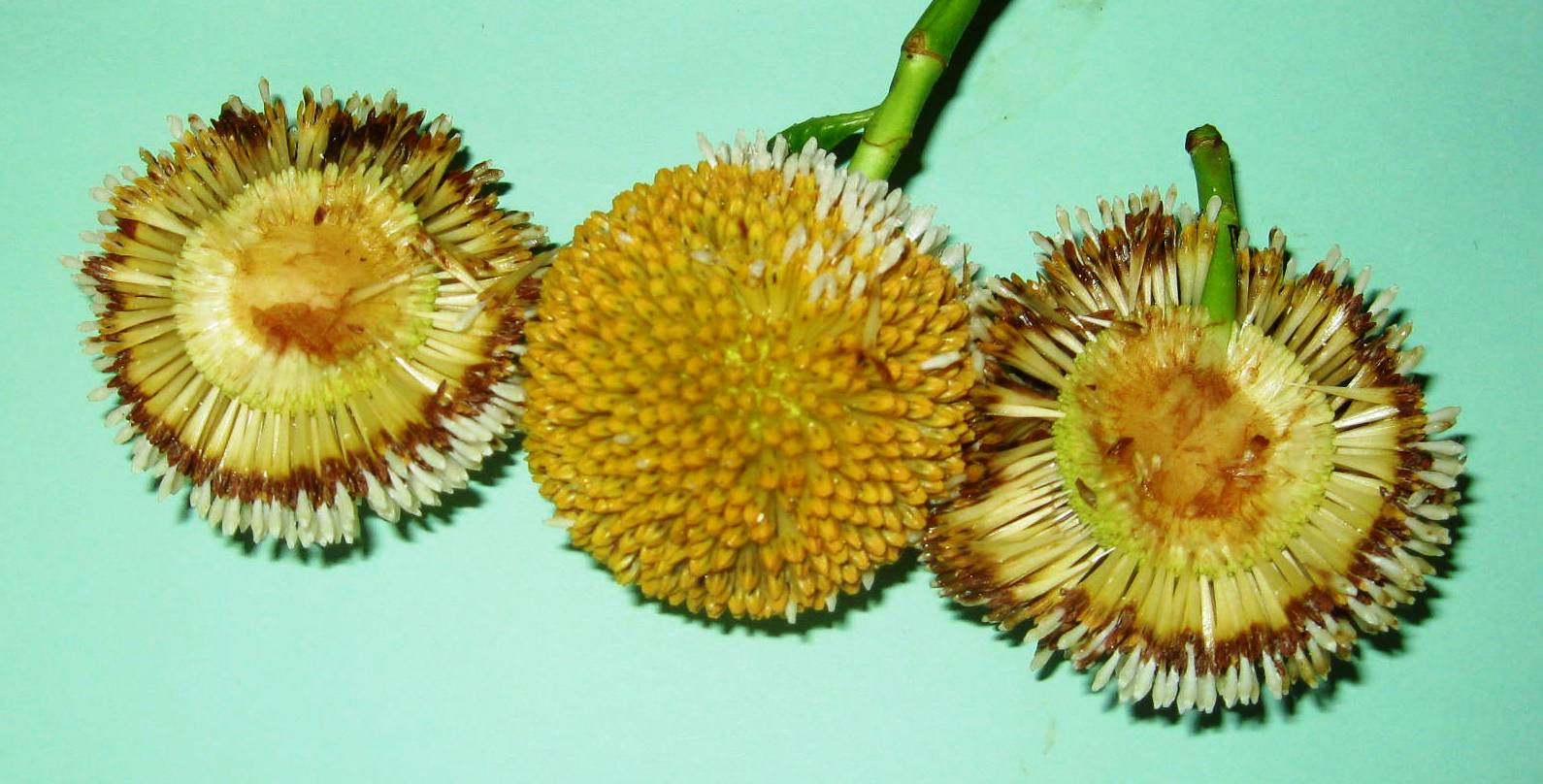
Полный кадам с двумя половинками

Neolamarckia cadamba — вечнозеленое тропическое дерево, вид семейства Мареновые (Rubiaceae), произрастающий в Южной и Юго-восточной Азии.

## Название
Растение известно под названием «кадам» или «кадамба» бенг. কদম/কদম্ব.

## Описание
Дерево кадамба дорастает до 45 метров в высоту. Это большое дерево с широкой кроной и прямым цилиндрическим стволом. Очень быстро растет в первые 6—8 лет. Диаметр ствола 100—160 см, хотя обычно меньше. Длина листьев 13—32 см. Цветение начинается, когда дереву уже 4—5 лет. Цвет цветков кадамбы варьируется от оранжевого до красного. Сами они похожи на шарики. Плод дерева кадамба в небольших сочных оболочках, которые плотно прижаты друг к другу, таким образом образуя сочное желто-оранжевое соцветие, содержащее примерно 8000 семян. Созревая, плод разделяется, высвобождая семена, которые уносят ветер и дождь.
|                               |  |  |
| Листья и цветы. Цветок. Лист. |  |  |

## Ареал
Кадамба произрастает на территории Южного Китая; на Индийском субконтиненте в Индии, Бангладеш, Непале, Шри-Ланке:, в Юго-восточной Азии: в Камбоджи, Лаосе, Мьянме, Таиланде, Вьетнаме, Индонезии, Малайзии и Папуа Новой Гвинеи.

## Религиозное значение

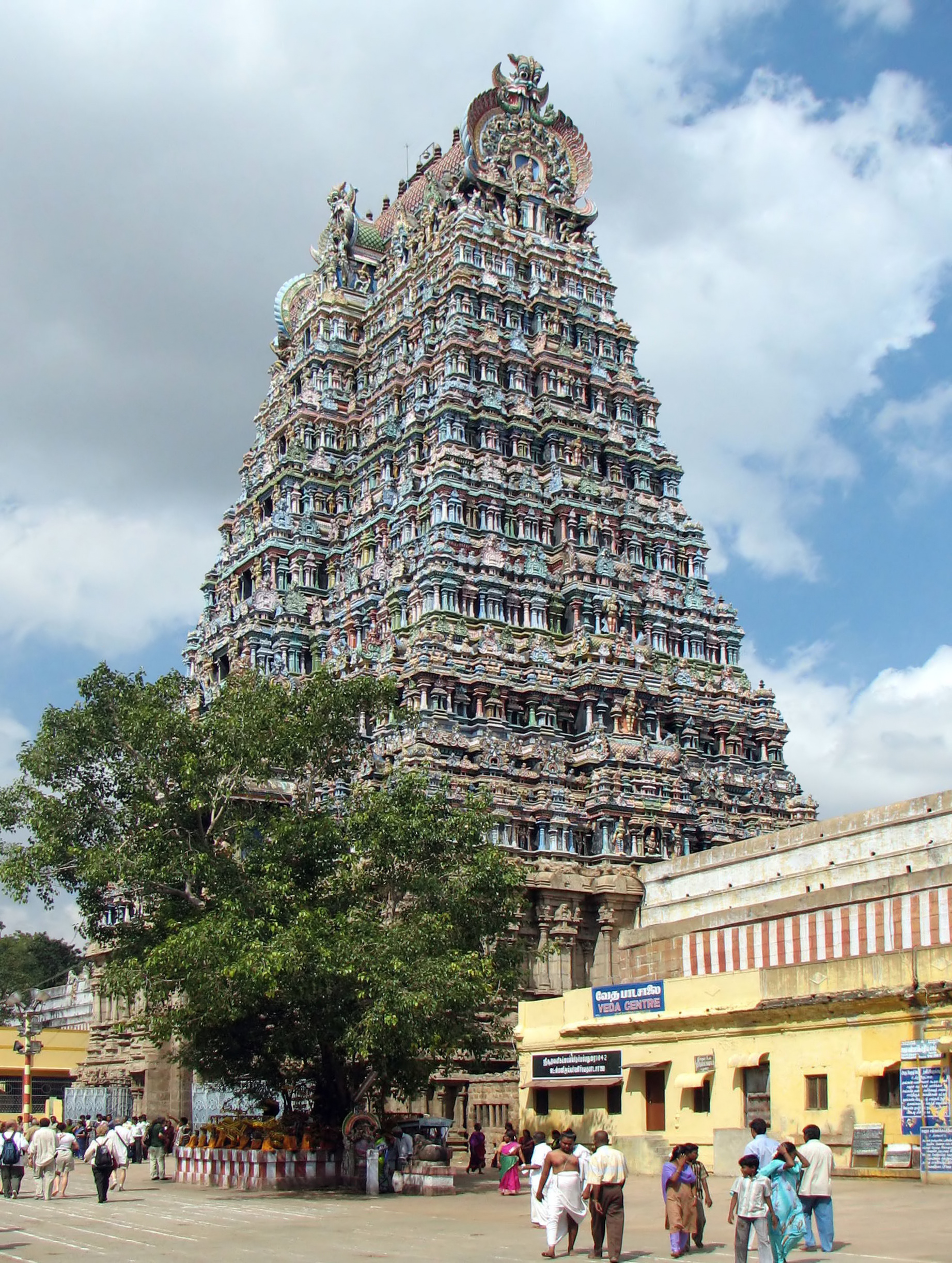
Дерево Кадамба перед храмом Минакши

Карам-кадамба — популярный праздник урожая, празднуемый на одиннадцатый лунный день месяца Бхадра. Веточку дерева заносят во внутренний двор дома и проводят ей служение. Позднее в этот день друзьям и родственникам раздают молодые колосья зерен. Праздничный обычай был принят народом Тулу. Онам (Керала) и Хуттари (Кодагу) — местные варианты этого фестиваля. Кадамботсава — фестиваль, празднуемый каждый год правительством Карнатаки в честь царства Кадамба, первого правящего царства Карнатаки. Проходит он в городе Банаваси, ведь цари Кадамба праздновали здесь каждый год весенний фестиваль.
Говорится, что каждому из 27 созвездий соответствует определенное дерево. Кадамба представляет созвездие Шатабхиша (Водолей).